# La Tauromaquia (Goya)

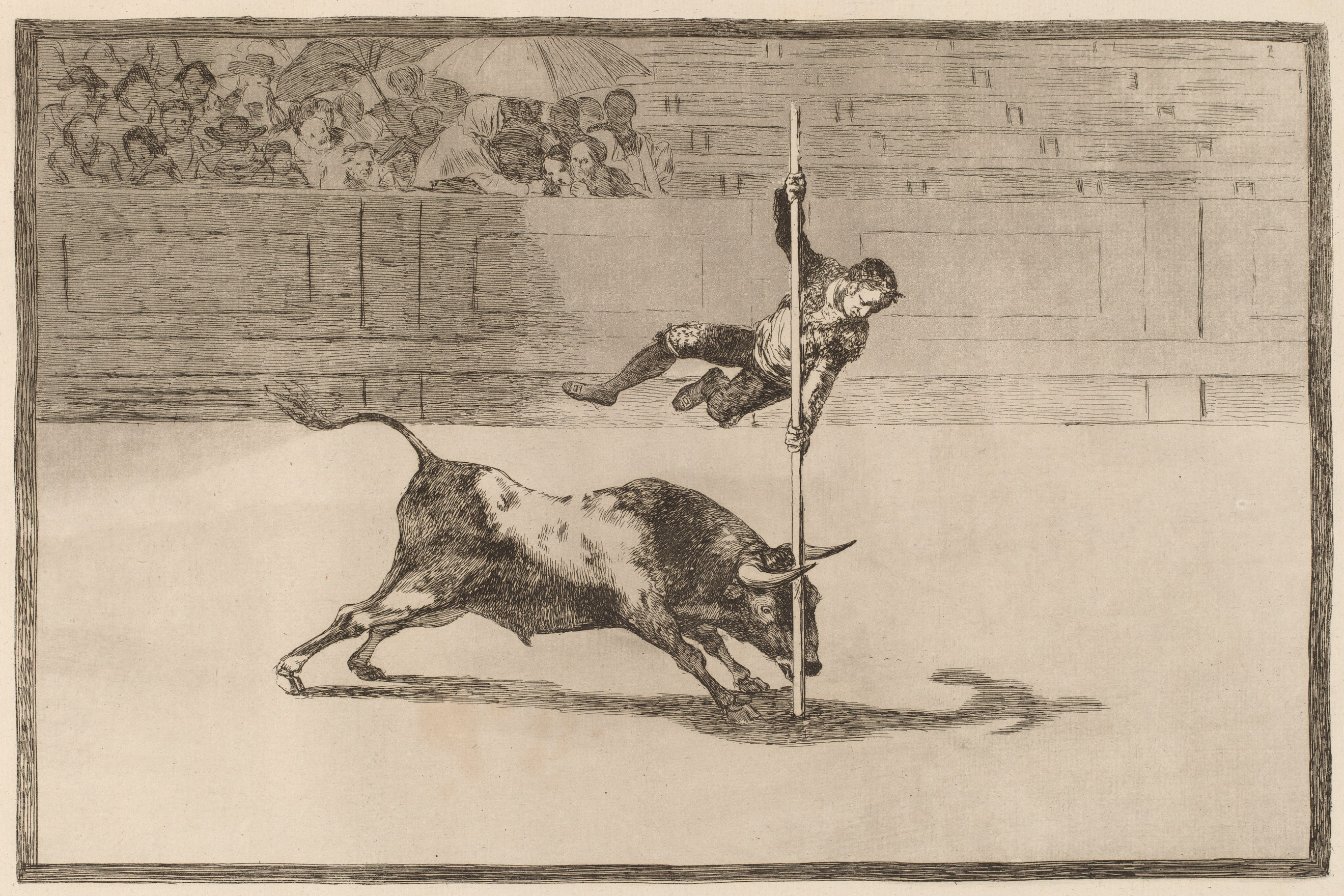
Bild 20: Leichtfüßigkeit und Wagemut von Juanito Apiñani in der Arena von Madrid

La Tauromaquia ist eine Serie von Radierungen mit Aquatinta zum Thema Stierkampf, die Francisco de Goya y Lucientes in den Jahren 1814 bis 1816 schuf.

## Stierdarstellungen bei Goya
Goya bearbeitete das Thema des Stierkampfes im Laufe seiner künstlerischen Karriere immer wieder. Zu den frühesten Werken dieser Art gehört ein Selbstporträt mit einem Jungstier auf einem Teppichkarton; 1793 schickte er der Königlichen Akademie unter anderem eine Serie von acht Bildern, die die Lebensstadien eines Kampfstieres zeigten, und noch gegen Ende seines Lebens schuf er die Bilderserie Die Stiere von Bordeaux. 

## Die Tauromaquia
In den Jahren 1814 bis 1816 radierte Goya die 40 Blätter der Tauromaquia. 33 davon veröffentlichte er selbst, die restlichen sieben wurden später bei weiteren Publikationen der Serie hinzugefügt. Die Bilder sind jeweils 35,5 cm breit und 24,5 cm hoch. Goyas Hoffnung, mit dieser Bilderserie zur Kunst des Stierkampfs den Publikumsgeschmack zu treffen und hohe Einnahmen zu erzielen, erfüllte sich nicht. Die Tauromaquia ist keine 1:1-Illustration zu dem Werk Carta historica sobre el origen y progresos de las fiestas de toros en España von Nicolás Fernández de Moratín (1777) und trotz ihres Titels auch nicht ganz direkt auf die Tauromaquia (1796) von José Delgado alias Pepe Illo bezogen, sondern der Künstler stellte hier, in oft ungewohnter Perspektive, zum Teil dramatische Situationen bei Stierkämpfen dar, die so wirklich stattgefunden haben. Das Publikum und die Arena deutete er oft nur an; im Vordergrund und oft aus unmittelbarer Nähe dargestellt ist der Kampf zwischen Tier und Mensch.

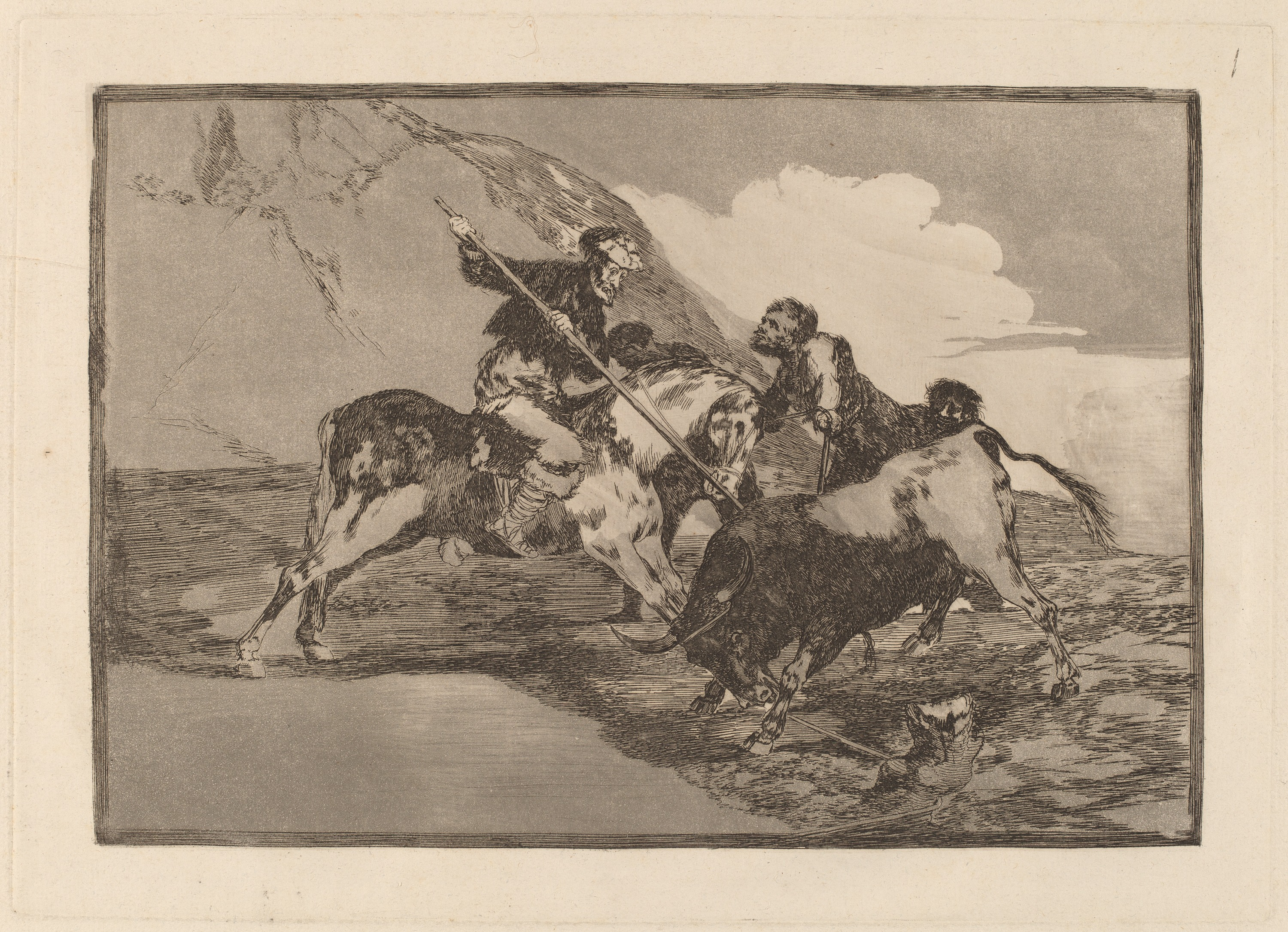
Bild 1: Wie die alten Spanier zu Pferde auf dem freien Feld Stiere jagten

Die Serie beginnt mit dem Bild Modo con que los antigos españoles cazaban los toros á caballo en el campo (Wie die alten Spanier zu Pferde auf dem freien Feld Stiere jagten). Im Zentrum des Bildes steht ein Stier, dem soeben ein berittener Jäger in Anwesenheit mehrerer Helfer zu Fuß eine Lanze in den Nacken sticht. Im Hintergrund ist eine felsige Landschaft angedeutet. Das zweite Bild, Odro modo de cazar á pie (Eine andere Art zu Fuß zu jagen), nimmt in seinem Titel Bezug auf das erste. Es zeigt zwei Mauren, die den Stier zu Fuß bekämpfen. Goya orientierte sich hier an der Darstellung Moratíns, der die primitiven Formen der bäuerlichen Stierjagd an den Anfang der Entwicklung des Stierkampfs stellte. Die Darstellung „voller Mordlust“ unterstreicht laut einem Ausstellungskatalog „die menschliche Aggression gegenüber dem wilden Tier“.
In den nachfolgenden Blättern werden die namenlosen Jäger von bekannten Stierkämpfern abgelöst. Auf Blatt 5 etwa ist der Maure Gazul als Picador zu sehen, der im 11. Jahrhundert am Hof von Sevilla gelebt haben soll, auf Blatt 10 Kaiser Karl V., der im Jahr 1527 in der Arena von Valladolid einen Stier mit einem einzigen Lanzenhieb tötete, auf Blatt 14 der Student von Falces, der, ohne seinen Mantel abzulegen, elegant um den Stier tänzelte, auf Blatt 18 einer der berühmtesten Stierkämpfer um die Mitte des 18. Jahrhunderts: Antonio Ebassun, genannt Martincho, ließ sich auf einem Stuhl sitzend und mit gefesselten Beinen von einem Stier angreifen. Ähnlich waghalsig agiert Juanito Apiñani auf Blatt 20: Er springt mit Hilfe einer Stange über den heranstürmenden Stier. Der Südamerikaner Mariano Cebellos ist als reitender Stierkämpfer auf Blatt 24 zu sehen, auf Blatt 27 Fernando del Toro, der mit der Pike dem Stier gegenübersteht. Blatt 28 zeigt den Stierkämpfer Rendon in dem Moment, in dem der Stier seinem Reittier ein Horn in die Brust gebohrt hat. Rendon sollte später im Kampf mit diesem Stier ums Leben kommen. Pepe Illo, eigentlich José Delgado y Alvez, wurde am 11. Mai 1801 in der Arena von Madrid von einem Stier getötet. Diese Szene ist auf Blatt 33 zu sehen. 
Namenlose „Helden“ sind hingegen auf Blättern zu sehen, die einzelne Instrumente oder Gepflogenheiten beim Stierkampf darstellen. So illustriert etwa Blatt 7 den Ursprung der Banderillas, die auf Blatt 31 in Gestalt von Feuerbanderillas wiederkehren, auf Blatt 12 darf sich der Pöbel mit verschiedenen Mitteln an dem gereizten Stier versuchen, auf Blatt 25 wird ein Kampfstier, der sich nicht bewährt hat, den Hunden überlassen. 

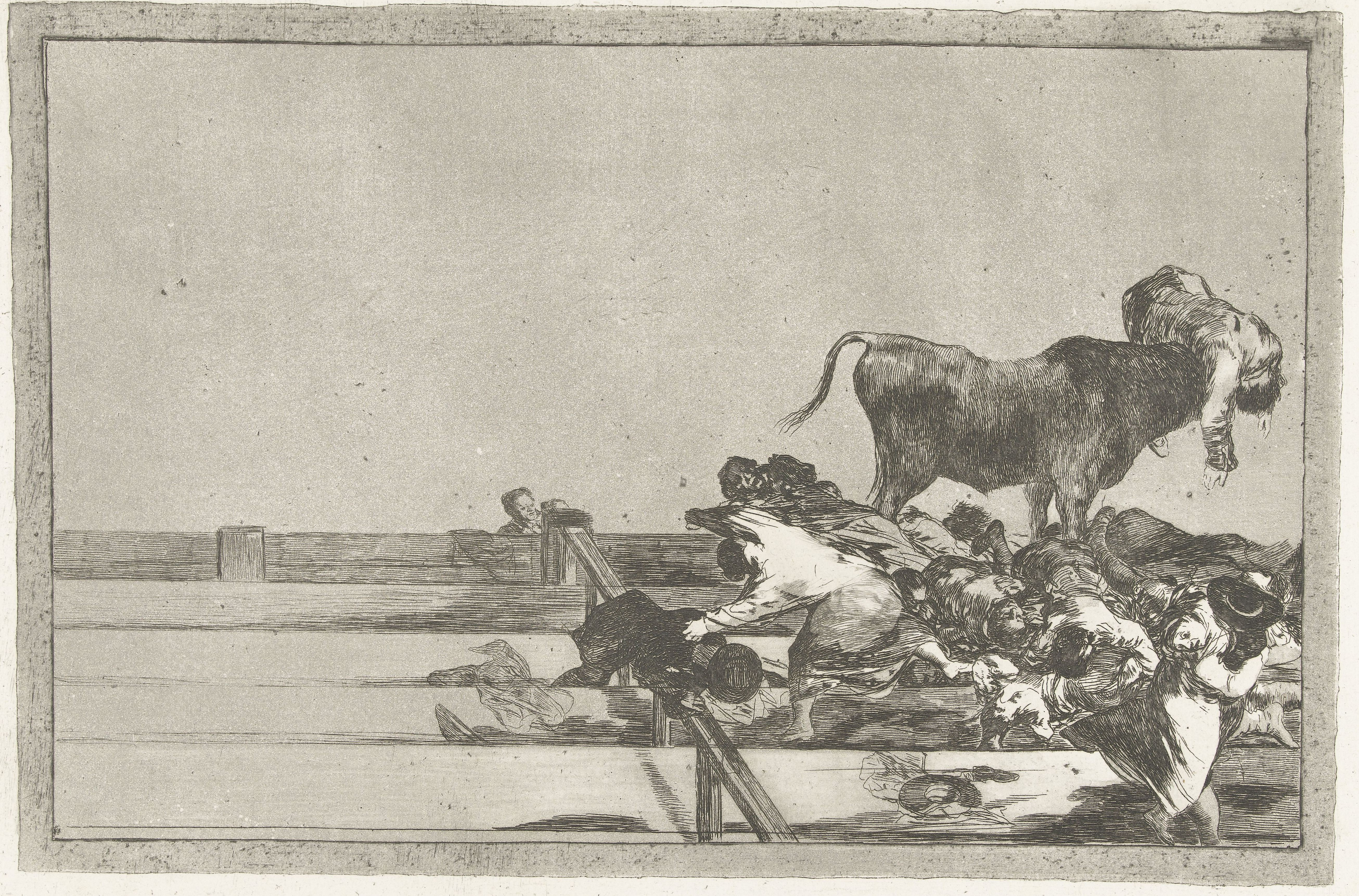
Bild 21: Unglückliche Ereignisse in der Sperrsitzabteilung der Arena von Madrid und Tod des Alkalden von Torrejon

Blatt 21 zeigt dagegen den kurzfristigen Triumph eines Kampfstieres, der am 15. Juni 1801 in die Sperrsitzabteilung der Arena von Madrid sprang und dort Menschen aufspießte oder niedertrampelte. Goyas Komposition lässt die linke Hälfte des Bildes nahezu leer. Rechts steht, nach rechts gewandt, der Stier über seinen Opfern, einen Mann quer über den Hörnern.

## Einordnung und Deutungen
La Tauromaquia ist nach Los Caprichos und Los Desastres de la Guerra der dritte graphische Zyklus, den Goya schuf. Er arbeitete ihn in einer Zeit der politischen Resignation und restaurativer Tendenzen unter Ferdinand VII. aus. Nach der Zeit der französischen Besatzung gewannen die absolutistische Monarchie und die Inquisition wieder größeren Einfluss. Dies mag ein Grund dafür gewesen sein, dass Goya sich von der kritischen Karikatur ab- und dem eher kulturhistorischen Thema des Stierkampfs zuwandte. Die Tauromaquia fußte nicht nur auf Moratíns historischer Darstellung von 1777, sondern auch auf einem Lehrbuch des José Delgado, das 1796 erschienen war. Interpretiert man Goyas Stierkampfdarstellungen jedoch politisch, so könnte der Stier als Sinnbild Spaniens gesehen werden. Die Kampfszenen stünden dann als Symbol für den Widerstand gegen die französischen Truppen.